# Svetišče Mỹ Sơn
Svetišče Mỹ Sơn (vietnamska izgovorjava: [Mǐˀ Səːn]) je skupek zapuščenih in delno porušenih hindujskih templjev v osrednjem Vietnamu, ki so jih med 4. in 14. stoletjem zgradili kralji kraljestva Champa, indijanizirano kraljestvo ljudstva Cham. Templji so posvečeni čaščenju Boga Šive, znanega pod različnimi lokalnimi imeni, od katerih je najpomembnejša Bhadrešvara.
Mỹ Sơn leži v bližini vasi Duy Phú, v upravnem okrožju Duy Xuyên v provinci Quảng Nam v osrednjem Vietnamu, 69 km jugozahodno od Đà Nẵnga in približno 10 km od zgodovinske prestolnice Champa Trà Kiệu. Templji so v dolini, ki je približno dva kilometra široka in jo obkrožata dve gorski verigi.
Od 4. do 14. stoletja našega štetja je bila dolina mesto verskih slovesnosti za kralje vladajočih dinastij Champa, pa tudi grobišče za kralje in narodne heroje. Tesno je bila povezana z bližnjimi chamskimi mesti Indrapura (Đồng dương) in Simhapura (Trà Kiệu). Nekoč je najdišče  obsegalo več kot 70 templjev, pa tudi številne stele, ki nosijo zgodovinsko pomembne napise v sanskrtu in jeziku Chamu.
Mỹ Sơn je morda najdaljše naseljeno arheološko mesto v celinski jugovzhodni Aziji, vendar je bila velika večina njene arhitekture uničena z bombnim napadom ZDA med enim tednom vietnamske vojne.
Tempeljski kompleks Mỹ Sơn velja za enega najpomembnejših hindujskih tempeljskih kompleksov v jugovzhodni Aziji in je najpomembnejše mesto dediščine v Vietnamu. Pogosto ga primerjamo z drugimi zgodovinskimi tempeljskimi kompleksi v jugovzhodni Aziji, kot so Borobudur na Javi v Indoneziji, Angkor Vat v Kambodži, Wat Phou v Laosu, Bagan v Mjanmaru in Prasat Hin Phimai na Tajskem. Od leta 1999 je Unesco Mỹ Sơn prepoznal kot kraj  svetovne dediščine. Na svojem 23. zasedanju je Unesco to priznanje podelil v skladu s svojim merilom C (ii) kot primer evolucije in sprememb v kulturi ter v skladu s svojim merilom C (III) kot dokaz azijske civilizacije, ki je zdaj izumrla.

## Zgodovina
Več kot 70 templjev in grobnic, ki se pojavljajo na Mỹ Sơn, je bilo datiranih v obdobje med 4. stoletjem in 14. stoletjem našega štetja. Vendar pa napisi in drugi dokazi kažejo, da so bile prej zdaj propadle konstrukcije verjetno prisotne iz 4. stoletja. Kompleks je bil morda versko in kulturno središče zgodovinskega kraljestva Champa, medtem ko je vlada imela sedež v bližnji Simhapuri (Trà Kiệu) ali Indrapuri (Đồng dương).

### Bhadravarman in Bhadreśvara
Najstarejši zgodovinski dogodki, dokumentirani z dokazi, ki so bili pridobljeni na Mỹ Sơn, se nanašajo na obdobje kralja Bhadravarmana I. (dobesedno »blagoslovljeni oklep«, vendar pomeni tudi Jasminum Sambac - arabski jasmin; vietnamsko Phạm Hồ Đạt), ki so vladali od 380 do 413. Slednji je del svoje vladavine preživel proti prebivalstvu kitajskega severnega Vietnama. Na Mỹ Sơn je Bhadravarman zgradil dvorano, ki vsebuje lingam, da bi častil Šivo pod sanskrtskim imenom Bhadreśvara »Blagoslovljen Gospod«, sestavljeni iz kraljevega lastnega imena in besede īśvara »Gospod«, ki se običajno sklicuje na Šivo.
Kralj Bhadravarman je postavil stelo z napisom, na katerem je zabeležil svojo fundacijo. Stela kaže, da je kralj celotno dolino Mỹ Sơn posvetil Bhadreśvari. Besedilo se konča z ugovorom od Bhadravarmana do njegovih naslednikov: »Iz sočutja do mene ne uniči tega kar sem dal«.:29 Na podlagi naukov sansara in karme je dodal: »Če uničite [mojo daritev], bodo vsa vaša dobra dejanja v različnih rojstvih moja in vsa slaba dejanja, ki sem jih storil, bodo vaša. Če nasprotno pravilno ohranite obdarovanje, bo zasluga pripadala samo vam.« Bhadravarmanovi nasledniki so slišali njegovo tožbeni razlog, saj je Mỹ Sơn še več generacij ostal versko središče Champa.

### Sambhuvarman
Prvotni templji Bhadravarmana so bili sestavljeni predvsem iz lesenih materialov, kot so leseni hlodi. Na žalost je tempeljski kompleks v letih 535/536 doživel velik požar, v času vladavine Rudravarmana I. (vladal 527–572). V 7. stoletju je kralj Sambhuvarman (Phạm Phạn Chi v vietnamščini, Fan Che v kitajščini), ki je kraljeval od 572 do 629, in sin Rudravarmana, obnovil tempelj, ponovno postavil Boga pod imenom Sambhu-Bhadresvara in si postavil stelo za dokumentiranje dogodka.:326 Stela je potrdila, da je bil Sambhu-Bhadresvara ustvarjalec sveta in uničevalca greha, in izrazil željo, da »povzroči srečo v kraljestvu Champa«. Stela je tudi sama ploskala kralju in trdila, da »kot kopensko sonce osvetli noč« in da se je njegova slava jeseni dvignila »kot luna«.
Ironično je, da je morda Sambhuvarmanovo vladanje omejilo eno najbolj uničujočih vpadov, ki jih je kdaj utrpela država Champa. Leta 605 je kitajski general Liu Fang vodil vojsko proti jugu od območja severnega Vietnama, premagal jahače slonov Sambhuvarmana in opustošil prestolnico Chamov, in se odpravil z ogromnim plenom, ki je vključeval več kot tisoč budističnih knjig kot tudi zlate table, ki spominjajo na vladanje prejšnjih osemnajstih kraljev. Kitajski napadalci so se s plenom vrnili proti severu, ko jih je prizadela epidemija, ki je zahtevala veliko število žrtev, vključno z Liu Fangom. Sambhuvarman se je vrnil domov v svoje kraljestvo, začel postopek obnove in poskrbel, da bo kitajskemu dvoru poslal redne pošiljke tributa, da bi preprečil ponovitev take katastrofe.
Francoski učenjaki, ki so na začetku 20. stoletja preiskovali Mỹ Sơn, so identificirali takratno še vedno obstoječo stavbo, ki je bila značilna za »njena veličastna razmerja, starodavni slog in bogastvo njenega okrasja« kot tempelj Sambhu-Bhadresvara, ki ga je zgradil kralj Sambhuvarman. Stavba, ki jo znanstveniki poznajo kot A1, je v vietnamski vojni praktično uničilo ameriško zračno bombardiranje in je zdaj malo več kot brezformni kup opeke.

### Prakasadharma
Kralj Prakasadharma (Po Kia Pho Pa Mo, kot je bilo prepisano iz kitajščine), je vladal kraljestvu Champa od leta 653 do približno 687. [15] Ko se je povzpel na prestol, je prevzel tudi ime Vikrantavarman. Med svojim vladanjem je razširil meje kraljestva proti jugu in poslal veleposlanike in se poklonil (vključno s sloni) na Kitajsko. Napisi ga povezujejo ne le z Mỹ Sơn, ampak tudi z bližnjimi mestnimi naselji Trà Kiệu in Đồng dương. Začel je versko prakso darovanja kosa ali okrašenih kovinskih rokavov, ki jih je treba postaviti nad lingam. Nenavadno za kralja Champa je bil namenjen ne le Šivi, ampak tudi Višnuju.
Eden najpomembnejših stelov, ki jih najdemo na Mỹ Sơn, je tisti, ki ga je postavil Prakasadharma leta 657. Namen stele je bil spomin na kraljevo ustanovitev boga, ki je bil identificiran kot vladar sveta, tj. Šiva, da bi premagal seme karme, ki vodi v ponovno rojstvo. Stela je pomembna, ker določa kraljevo poreklo in je v veliko pomoč pri rekonstrukciji zaporedja vladarjev. Med svojimi predniki je kralj zahteval kamboškega kralja po imenu Isanavarman I. In kot kamboški kralji je izsledil svoje prednike v legendarnem kralju Kamma Kshtriya iz kraljestva Kakatiya in Nāga-princese Soma (kmmersko សោមា, Somā).

### Pozni razvoj
Naslednji kralji so prenovili starejše templje in zgradili dodatne. Dolga stoletja se je gradnja templjev in svetišč različnih velikosti nadaljevala, Mỹ sơn pa je služil kot versko in kulturno središče civilizacije Cham v osrednjem Vietnamu, pa tudi pokopališče kraljev in verskih voditeljev.:71,123,125,154–155,164–165
Večino obstoječih templjev v Mỹ Sơn, kot je Isanabhadresvara, sta v poznem 10. in 11. stoletju našega štetja zgradila kralj Harivarman II. (vladal 989–997) in poznejši kralj Harivarman IV. (vladal 1074–1080). Napisi iz tega obdobja niso ohranjeni, razen v fragmentarni obliki. Na začetku 10. stoletja je bilo središče moči Chamov v Đồng Dươngu, nedaleč od Mỹ Sơn. Do konca stoletja je bil zaradi vojaških neuspehov v vojnah z Vietnamci premeščen proti jugu proti provinci Bình Định. Vendar so chamski kralji občasno nadaljevali obnavljati templje v Mỹ Sơn in celo zgraditi nove temelje. Najnovejši pomemben zapis je steber z napisom kralja Jaya Indravarman V. iz leta 1243. Do začetka 15. stoletja je Cham izgubil svoje severnejše dežele, vključno z območjem Mỹ sơn, od Vietnamcev.

### Sodobne raziskave
Po osvojitvi osrednjega Vietnama s strani vietnamskega cesarja Le Thanh Tonga, ki je zmanjšal status kraljestva Champa na avtonomne podrejene regije in zaton in morebitni padec Champa, so kompleks Mỹ Sơn zlorabljali in je bil večinoma pozabljen. Vietnamski ljudje so se naselili in gradili vasi in mesta na osvojenih zemljiščih. Odkril ga je leta 1898 Francoz Camille Michel Paris. Leto pozneje so člani znanstvenega društva, imenovanega École Française d'Uchtême-Orient (EFEO), začeli preučevati napise, arhitekturo in umetnost Mỹ Sơn. Leta 1904 so objavili svoje prve ugotovitve v reviji The Journal of the Society, imenovano Bulletin de l'école Française d'Uxtême Orient (Befeo). Henri Parmentier je opisal ruševine v Mỹ Sơn, M. L. Finot pa je objavil napise, ki so jih tam našli.

### Obnova
Leta 1937 so francoski učenjaki začeli obnavljati templje v Mỹ Sơn. V letih 1937 in 1938 so bili obnovljeni glavni tempelj, znan kot "A1", in manjši templji, ki ga obdajajo. Med letoma 1939 in 1943 so bili obnovljeni drugi večji templji. Vendar so bile med vietnamsko vojno uničene številne zgodovinske stavbe. Templji so bili del ljudske vojske Vietnama in baznega območja Viet Kong, zato so letala Združenih držav Amerike to regijo bombardirala avgusta 1969. Okolica je še vedno nevarna zaradi prisotnosti neeksplodiranih min.
Večina tempeljskih mest v središču kompleksa je preživela do danes. Vendar skrbi še vedno obstajajo glede strukturne trdnosti preostalih templjev, od katerih so nekateri ranljivi za propad. Čeprav je bilo veliko kipov odstranjenih v Francijo ali v zgodovinske muzeje v Vietnamu, kot je Muzej skulptur Cham v Đà Nẵngu, si lahko druge ogleda v muzeju in situ, ki je bil ustanovljen s financiranjem donatorjev iz Nemčije in Poljske. Leta 1981 je obnovitvena dela izvedla ekipa poljskih konservatorjev iz Lublina, ki jo je vodil Kazimierz Kwiatkowski Kazik.
Od leta 2002 do 2004 je ministrstvo za kulturo v Vietnamu dodelilo približno 440.000 ameriških dolarjev za vzdrževanje mesta. Osnutek načrta Unesca je financirala Italijanska vlada in sponzorji iz Japonske, da bi preprečili nadaljnjo degradacijo. Ta prizadevanja financira tudi Svetovni sklad spomenikov.
- Uničen tempelj E4, uničen v bombnem napadu.
- Bombe, ki jih je USAF spustil med vietnamsko vojno, so še vedno vidne.
- Dve porušeni knjižnični hiši v skupini E, tiste, ki je bila pred kratkim obnovljena z anastilozo.
- F1 tempelj, ki je podvržen izkopu in obnovi.

## Arheologija in arhitektura

### Tipi stavb
Verjame se, da so vse preostale stavbe v Mỹ Sơn verske stavbe. So naslednjih vrst:
- Kalan je opečno svetišče, običajno v obliki stolpa, ki se uporablja za namestitev božanstva.
- Mandapa je vstopni hodnik, ki je sosednji s svetiščem.
- Kosagrha ali »gasilska hiša« je konstrukcija, običajno s streho v obliki sedla, ki se uporablja za nastanitev dragocenosti, ki pripadajo božanstvu ali za kuhanje za božanstvo.
- Gopura je stolp z vrati v obzidju, ki vodi tempeljski kompleks.

### Sistem za identifikacijo stavb
Ko je leta 1899 začel študij Mỹ Sơn, je Henri Parmentier našel ostanke 71 templjev. Uvrstil jih je v 14 skupin, vključno z 10 glavnimi skupinami, ki so sestavljene iz več templjev. Za identifikacijo je vsaki od teh glavnih skupin dodelil črko: A, A', B, C, D, E, F, G, H, K. V vsaki skupini je dodelil številke, ki jih sestavljajo. Tako se " My Son E1" nanaša na stavbo, ki pripada skupini "E", ki je bila dodeljena številka "1." 

### Arhitekturni slogi
Umetniški zgodovinarji so arhitekturno in umetniško zapuščino Champa razvrstili v sedem umetniških slogov ali faz razvoja. Šest slogov je zastopanih v Mỹ Sơn, dva pa naj bi nastala od tam. Znani so kot Mỹ sơn E1 slog in Mỹ Sơn A1. Zlasti tempelj, znan kot "A1", se pogosto imenuje arhitekturna mojstrovina. Šest slogov arhitekture Cham, predstavljenih v Mỹ Sơn, je naslednje:
- Slog Mỹ Sơn E1 in F1 datira do 8. stoletja našega štetja. Tempelj, znan kot "E1", je zdaj razvalina. Slog, ki ga je vzpostavil, danes predstavljata dve umetniški deli, ki sta prej pripadali templju, danes pa sta nameščeni v muzeju skulpture Cham v Đà Nẵngu: podstavek in timpanom.
- Slog, ki ga prikazujejo A2, C7 in F3, je podoben slogu Hòa Ali od preloma 9. stoletja.
- Slog Đồng dương v poznem 9. stoletju se odraža v Mỹ Sơn A10, A11-13, B4 in B12. Ta slog je poimenovan po vietnamskem mestu, ki zaseda lokacijo 9. stoletja in budistični samostan Indrapure. Arheološko mesto samostana je v veliki meri uničeno; francoski učenjaki zgodnjega 20. stoletja so lahko ustvarili diagrame njegove postavitve in razporeditev njenih stavb. V vietnamskih muzejih preživijo številna presenetljiva kiparska dela, ki pripadajo temu slogu.

- Slog Mỹ Sơn A1 v 10. stoletju je ponazorjen z B5, B6, B7, B9, C1, C2, C5, D1, D2 in D4. Je najbolj zastopan slog in je znan po svoji eleganci in milosti. Soimenjak in najpomembnejši arhitekturni vzor sloga, nekoč veličasten stolp, znan kot "A1", je v veliki meri uničen. To je kup zemlje, obkrožen z ruševinami in obrisi stene, na sredini katerega stoji belkast podstavek. Maketa nekdanjega templja, ki so jo ustvarili japonski raziskovalci, in shematski pogled od spredaj sta razstavljena v muzeju v Đà Nẵngu. Najbolj presenetljiva od preostalih stavb, ki pripadajo slogu, je morda skladišče B5, ki prikazuje streho v obliki sedla, značilne za arthitekturo Cham. Slog A1 je včasih znan tudi kot slog Trà Kiệu, po bližnjem mestu Trà Kiệu, ki je morda mesto zgodovinskega Simhapura.[26] Številni arhitekturni okraski iz tega sloga so ohranjeni in so prikazani v muzeja Cham.
- Prehodni slog zgodnjega 11. stoletja do sredine 12. stoletja je razstavljen v Mỹ Sơn E4, F2 in v skupini K.
- Slog Bình Định, ki je prevladoval v arhitekturi Cham od konca 11. stoletja, ko je bilo središče države Cham premaknjeno proti jugu z območja okoli Mỹ Sơn do Vijaje v provinci Bình Định, do začetka 14. predstavljajo Mỹ Sơn B1 ter skupini G in H..

### Tehnike gradnje
Večina templjev je bila narejena iz rdeče opeke, iz kamna pa je bil narejen le en (tempelj z oznako "B1"). Celo dekorativne rezbarije na templjih so bile izrezljane neposredno na opeke, ne pa na peščenjak, vstavljen v opečne stene, kot je mogoče opaziti na primer v kamboškem templju iz 9. stoletja Bakong.
Do danes gradbene tehnike, ki so jih uporabljali graditelji Chami, niso popolnoma razumljene. Vprašanja, ki niso bila popolnoma rešena, vključujejo vprašanja o žganju opeke, malti med opeko in okrasnih rezbarijah, ki jih najdemo na opekah.
- V kakšnem trenutku v gradbenem procesu so opeke utrdili v ognju? Ali so bile opeke najprej utrjene in nato vgrajene v strukture, ali so bile strukture, zgrajene iz delno žganih opek, po katerih so se celotne strukture segrele z ognjem, da bi končale utrjevanje opek? Hipoteza, da so bile celotne strukture žgane po montaži, podpirajo dokazi, da je bila malta med opeko v nekem trenutku podvržena visokim temperaturam. Nasprotno hipotezo podpira opazovanje, da strukture nimajo znakov ožganin zaradi velikih intenzivnih požarov, kot bi jih potrebovali, da bi jih lahko segrevali kot celoto.[29]
- Kako so bile opeke zlepljene skupaj? Ena od hipotez je, da so gradbeniki v Mỹ Sơnu razvili način za lepljenje opek z uporabo drevesne smole, ki izvira iz osrednjega Vietnama. Druga hipoteza je, da so gradbeniki uporabili lepljivo malto, narejeno iz iste gline kot same opeke. Slednjo hipotezo podpirajo kemični testi, ki med opeko niso našli nobene sledi nobene organske snovi, ampak so našli mineralne snovi, podobne tistim, ki so prisotne v jedru opeke. Danes je malta, ki je nekoč držala opeke skupaj, v veliki meri propadla in celo močan veter lahko iz struktur odpihne opeke.[30]
- V kakšnem trenutku so bile narejene okrasne rezbarije? Ali so bile stene zgrajene in nato vklesane ali so bile opeke najprej izklesane in nato sestavljene, da bi ustvarile stene? Pregled rezbarij ne razkrije nobenih pokvarjenih linij, kot bi bilo pričakovati, če bi opeke najprej izklesane in nato sestavljene; Kot rezultat tega so učenjaki ugotovili, da so Cham obrtniki naredili rezbarijo neposredno na končane opečne stene.[31]

### Napisi
Prebivalci Champa so ohranili pisne zapise tako v sanskrtu kot v stari chamščini. Pisali so na pokvarljive materiale, kot so veliki listi, in ustvarili tudi napise v kamnu. Uporabili so znake, izposojene iz Indije. Noben od spisov na pokvarljivih materialih ni preživel. Vendar so bili ohranjeni, prepisani in prevedeni številni kamniti napisi v sodobne jezike.
Številni najpomembnejši napisi so na stelah, to je na ploščah ali stebrih kamnov, postavljenih natančno za gostovanje napisov. Učenjaki so na Mỹ Sơn našli približno 32 stel, datiranih med 5. in 12. stoletje.
Predmet čamskih napisov je večinoma političen in verski. Napisani so z vidika kraljev ali zelo visokih vladarjev, ki želijo potrditi svojo legitimnost in odnos do Božanskega. Številni napisi dokumentirajo darilo Bogu, kot je dar zemlje, ljudi ali zaklada ali temelje, posvečenim Bogu, kot so temelj templja, oltar ali podstavek. Napisi nam ponujajo tudi pomembne informacije, kot je ime države (običajno Campadesa v sanskrtskih napisih, nagara Campa v napisih cham) in imena nekaterih najpomembnejših mest: Simhapura (»Levje mesto«),,,, Virapura (»Viteško mesto«), Rajapura (»Kraljevo mesto«), Vijaya (»okrožje«). Nazadnje številni napisi namigujejo ali opisujejo zanimive zgodovinske dogodke, kot so stalne vojne med Champa in Kambodžo v 12. stoletju.